# هجوم حماة 2012
كان هجوم حماة 2012 عملية عسكرية خلال الحرب الأهلية السورية التي شنتها المعارضة السورية في 16 ديسمبر 2012 بقصد السيطرة على محافظة حماة. وقد توقف الهجوم بعد أن شن الجيش السوري هجومًا مضادًا، مما جعل المتمردين يسيطرون على 6 بلدات وقرى فقط في شمال المحافظة.

## خلفية
مع سيطرة قوات الجيش على محافظة حماة إلى حد كبير، شن الجيش الحر هجومًا في 16 ديسمبر، للاستيلاء على المحافظة ومدينة حماة نفسها، وفي نفس الوقت قطع الطريق الرئيسي لإمدادات الجيش في حلب.

## الهجوم
أعلن المجلس العسكري المتمرد في حماة بدء الهجوم في 16 ديسمبر، مما أعطى القوات الحكومية السورية في الإقليم مهلة للاستسلام للجيش السوري الحر في غضون 48 ساعة. في غضون يومين، ادعى المرصد السوري لحقوق الإنسان وقاسم سعد الدين، وهو أحد أفراد القيادة العسكرية للجيش السوري الحر، أن قوات الحكومة السورية قد تم تطهيرها من البلدات الصغيرة مثل حلفايا و‌كفر نبودة و‌حيالين وحصرايا و‌اللطامنة و‌طيبة الإمام و‌كفر زيتا، مما أدى إلى سيطرة المتمردين على الجزء الغربي الريفي من محافظة حماة، وجميع المناطق شمال مدينة حماة. وقد تقدم المتمردون على بعد 40 كيلومترًا من الجنوب من معرة النعمان وجسر الشغور، ولم يواجهوا مقاومة تذكر. ويبدو أن المتمردين اجتاحوا خطوط الجيش السوري شمال مدينة حماة في غضون 48 ساعة. وأفادت التقارير بأن مواقع الحكومة في خان شيخون ومحردة تعرضت لهجوم من جانب قوات المتمردين.
كما زعم المتمردون القتال داخل مدينة حماة نفسها، ويتساءل المحللون الدوليون عما إذا كان الجيش السوري قد أعيد نشره في حمص و‌اللاذقية. ومع ذلك، لم يتم تأكيد هذا.
وفي 19 ديسمبر، أفادت لجان التنسيق المحلية أن قوات الأمن التابعة للحكومة السورية أقامت نقاط تفتيش خارج مدينة حيالين، مما أدى إلى شكوك فيما إذا كان للمتمردين سيطرة كاملة على المدينة، على عكس الأماكن الأخرى التي استولوا عليها في العملية.
وفي 20 ديسمبر، هاجم المتمردون أجزاء من بلدة مورك في ريف حماة واستولوا عليها، وكانوا محاصرين لبلدتي معان و‌الطليسية العلويتين.
وفي 23 ديسمبر، أفادت لجان التنسيق المحلية والمرصد السوري لحقوق الإنسان بأن ما يصل إلى 300 مدني لقوا مصرعهم بسبب قصف الطائرات الحربية في مدينة حلفايا، بينما كانوا يصطفون من أجل الخبز في مخبز. واتفقت الحكومة السورية على أن العديد من النساء والأطفال قتلوا، لكنهم ألقوا باللوم على مقاتلي المتمردين الذين يقولون أنهم هاجموا البلدة.
وفي 26 ديسمبر، استعاد الجيش السوري السيطرة على القرى الثلاث العلوية، بما في ذلك معان، صد المتمردين الذين دخلوها قبل أيام.
وفي 29 ديسمبر، قتل ستة أشخاص جراء قصف القوات الجوية السورية على بلدة كفر نبودة، اثنان منهم من الأطفال وامرأتان. كما قتل مدني واحد جراء القصف على بلدة طيبة الإمام.
وفي 30 ديسمبر، أعلنت القيادة العامة للجيش السوري أنهم استعادوا السيطرة على بلدة مورك الاستراتيجية.
وفي 31 ديسمبر، تم الإبلاغ عن قصف الجيش السوري على حلفايا.

## أعقاب
في 21 يناير 2013، قال المرصد السوري لحقوق الإنسان إن سيارة مفخخة قرب مقر ميليشيا موالية للحكومة قتلت 50 شخصًا في الضواحي الشرقية لحماة.
وفي 22 يناير، شن الجيش هجومًا بهدف استعادة الأراضي التي فقدت خلال تقدم المتمردين إلى شمال حماة. تم استخدام 1,500 جندي و100 دبابة في العملية، وكان التركيز على بلدة كرناز في منطقة محردة، حيث يوجد ما يصل إلى 1000 مقاتل متمرد. وبحلول مطلع فبراير، أفيد بأن المتمردين خائفون من فقدان كرناز ومعها كفر نبودة. ومن شأن ذلك أن يترك الجيش قد سيطر على شمال مدينة حماة بأكملها، مما يعكس جميع المكاسب السابقة للمتمردين.
وفي 6 فبراير، قتل 54 موظفًا حكوميًا في مصنع للدفاع في البراق جنوب مدينة حماة، عندما انفجرت حافلة صغيرة في محطة للحافلات.
في 7 فبراير، استعاد الجيش كرناز، بعد 16 يومًا من القتال. وقبل يومين، استعاد الجيش أيضًا السيطرة على بلدة المغير القريبة، مما وفر ممرًا للقرى العلوية في غرب المحافظة.